# Evans Kiptum
Evans Keitany Kiptum (* 27. November 1999) ist ein kenianischer Leichtathlet, der sich auf den Langstreckenlauf spezialisiert hat.

## Sportliche Laufbahn
Erste Erfahrungen bei internationalen Meisterschaften sammelte Evans Kiptum bei den Crosslauf-Weltmeisterschaften 2019 in Aarhus, bei denen er nach 34:03 min auf den 43. Platz im Einzelrennen gelangte. 2024 gewann er bei den Afrikaspielen in Accra in 29:47,61 min die Bronzemedaille im 10.000-Meter-Lauf hinter den Äthiopiern Nibret Melak und Gemechu Dida. Zudem belegte er über 5000 Meter in 13:53,28 min den zehnten Platz.

## Persönliche Bestzeiten
- 3000 Meter: 7:52,68 min, 21. Mai 2017 in Kawasaki
- 5000 Meter: 13:11,25 min, 4. Mai 2022 in Nobeoka
- 10.000 Meter: 27:11,88 min, 26. November 2022 in Machida
- Halbmarathon: 1:01:10 h, 15. Oktober 2023 in Tokio